# 吉安·馬爾科·貝爾蒂
吉安·馬爾科·貝爾蒂（義大利語：Gian Marco Berti，1982年11月11日—），聖馬力諾射擊運動員，他代表聖馬力諾隊參加了日本舉行的2020年夏季奧林匹克運動會，並且在混合團體不定向飛靶比賽上獲得銀牌。